# 거창군
거창군(居昌郡)은 대한민국 경상남도 서북부에 있는 군이다. 경상북도, 전북특별자치도와 마주하고, 김천시, 장수군, 무주군, 성주군, 합천군, 산청군, 함양군 등 총 7개 시, 군과 경계를 이룬다. 지리산, 덕유산, 가야산 등 3대 국립 공원의 가운데 자리잡아 자연 경관이 수려하다. 기온의 일교차와 연교차가 크기 때문에 농특산물로 사과가 유명하다. 교육기관으로는 거창고등학교, 거창대성고등학교, 거창여자고등학교 등 7개 고등학교와 한국승강기대학, 경남도립거창대학 등 2년제 대학이 있다. 1989년부터 시작된 거창국제연극제는 국내최고 연극제로 평가받고 있다. 경상남도 군 지역 중에 함안군 다음으로 인구 2위인 동시에 군청 소재지는 거창읍이고, 1읍 11면을 관할한다.

## 지명
거창은 예부터 아름다운숲,밝은 곳, 매우 넓은 들, 넓은 벌판, 즉 넓고 큰 밝은 들이란 뜻에서 거열(居烈), 거타(居陀), 아림(娥林)으로 불리어 오다가 757년 신라 경덕왕 16년에 거창(居昌)으로 처음 불린 후 주변영역과 분할, 합병되면서 여러 지명으로 부르다 오늘에 이르고 있다.

## 역사
| Daedongyeojido (Gyujanggak) 17-03.jpg |
| Daedongyeojido (Gyujanggak) 18-03.jpg |

- 부족국가시대 부족국가시대 거창지방을 거열이라고 부른 듯하며 동부는 가소, 서북부는 염례 또는 남내라고 부름
- 신라시대초기 거열이라 칭함
- 757년 경덕왕 16년 거창군으로 칭하고 가소를 함음현으로 남내를 여선현으로 개명하여 거창군에 편입
- 940년 고려 태조 23년 여선현을 감음현으로 함음현을 가소현으로 개칭
- 1018년 현종 9년 합천을 합주로 승격시키고 거창·가소·감음·이안·삼기를 모두 합주 (현 합천군)에 속현으로 삼음
- 1414년 고려 말 왜구의 침탈로 거창 동부의 가조(加祚)로 피난온 거제현과 합쳐서 제창현(濟昌縣)으로 하였다가, 1415년 다시 쪼개었다.[3] (거제현은 1422년에 거제도로 돌아감)
- 1495년 연산군비 신씨(폐비 신씨)의 관향으로 거창군으로 승격
- 1506년 단경왕후 신씨의 폐위로 거창현으로 격하
- 1739년 단경왕후 신씨의 복위로 거창부로 승격
- 1895년 6월 23일(음력 윤5월 1일) 진주부 거창군[4]
- 1896년 경상남도 거창군[5]
- 1914년 안의군 일부(북상면, 고현면, 북하면, 동리면, 남리면), 삼가군 일부(신지면, 율원면)를 거창군에 편입하였다. 신지면과 율원면을 신원면으로, 동리면과 남리면을 마리면으로, 고현면과 북하면을 위천면으로 합면하였다.[6]

14면 - 읍내면, 읍외면, 주상면, 웅양면, 남상면, 남하면, 가서면, 가동면, 가북면, 고제면, 마리면, 위천면, 북상면, 신원면
- 1928년 가동면과 가서면을 가조면으로 합면하였다.[7] (13면)
- 1931년 읍외면을 월천면으로 개칭하였다.[8]
- 1937년 거창면을 거창읍으로 승격하였다.[9] (1읍 12면)
- 1957년 월천면을 거창읍에 합면하였다.[10] (1읍 11면)
- 1973년 7월 1일 함양군 안의면 진목리, 춘전리가 남상면으로 편입하였다.
- 현재 : 거창읍, 주상, 웅양, 고제 , 북상, 위천, 마리, 남상, 남하, 신원, 가조, 가북면 등 1읍 11면의 행정구역으로 구성

## 지리
거창군은 경상남도의 서북부 끝에 자리하여 경상북도, 전라북도와 마주하고 김천시, 장수군, 무주군, 성주군, 합천군, 산청군, 함양군 등 7개 시·군과 경계를 이룬다. 다만, 교통은 불편한 편이다.

### 지질

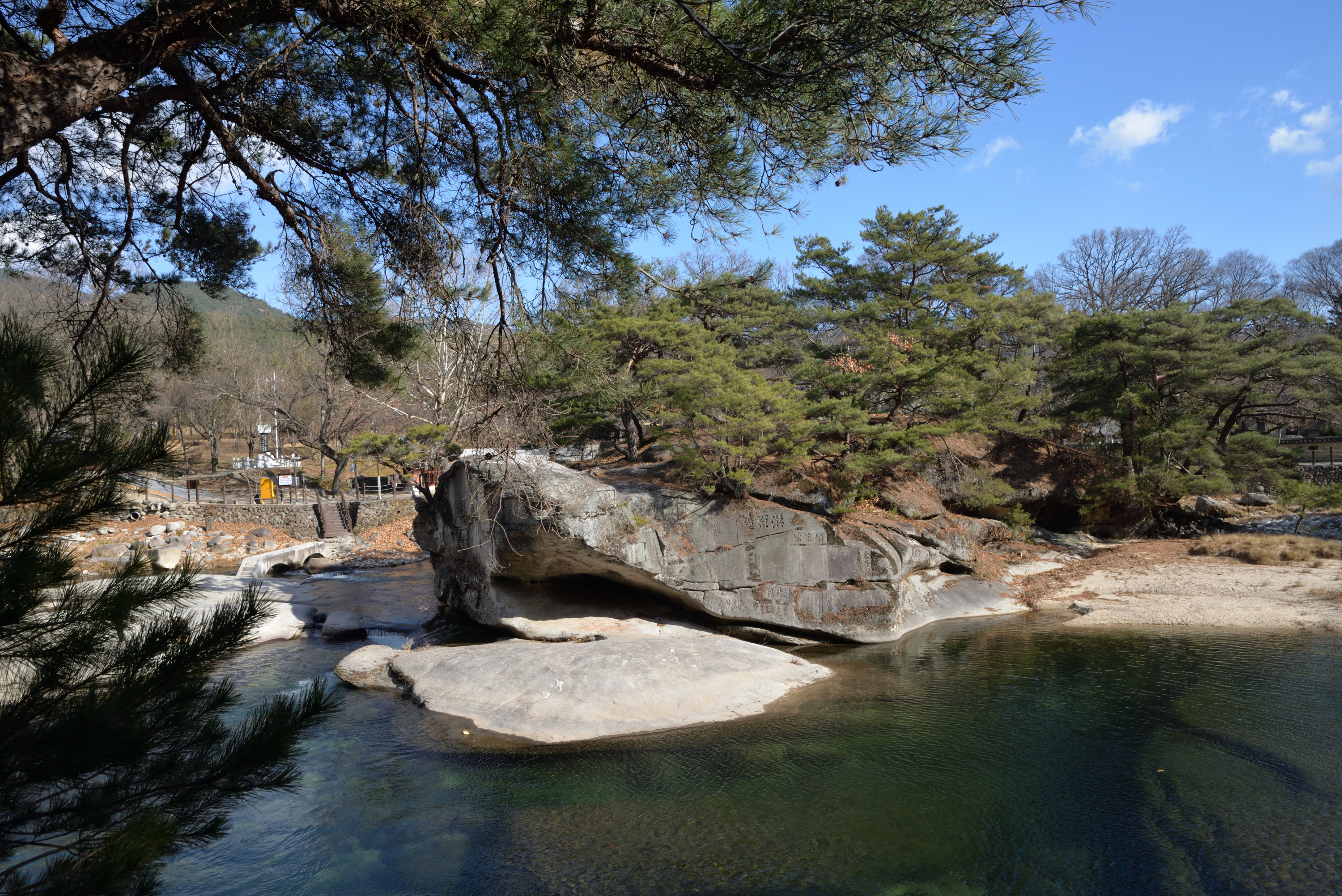
거창군 수승대관광지 중생대 화강암

거창군의 지질은 선캄브리아기 편마암과 중생대 화강암으로 구성된다.

### 기후
| 거창기상관측소 (거창군 거창읍 정장리, 해발 228.45m)의 기후 | 거창기상관측소 (거창군 거창읍 정장리, 해발 228.45m)의 기후 | 거창기상관측소 (거창군 거창읍 정장리, 해발 228.45m)의 기후 | 거창기상관측소 (거창군 거창읍 정장리, 해발 228.45m)의 기후 | 거창기상관측소 (거창군 거창읍 정장리, 해발 228.45m)의 기후 | 거창기상관측소 (거창군 거창읍 정장리, 해발 228.45m)의 기후 | 거창기상관측소 (거창군 거창읍 정장리, 해발 228.45m)의 기후 | 거창기상관측소 (거창군 거창읍 정장리, 해발 228.45m)의 기후 | 거창기상관측소 (거창군 거창읍 정장리, 해발 228.45m)의 기후 | 거창기상관측소 (거창군 거창읍 정장리, 해발 228.45m)의 기후 | 거창기상관측소 (거창군 거창읍 정장리, 해발 228.45m)의 기후 | 거창기상관측소 (거창군 거창읍 정장리, 해발 228.45m)의 기후 | 거창기상관측소 (거창군 거창읍 정장리, 해발 228.45m)의 기후 | 거창기상관측소 (거창군 거창읍 정장리, 해발 228.45m)의 기후 |
| 월                                                         | 1월                                                        | 2월                                                        | 3월                                                        | 4월                                                        | 5월                                                        | 6월                                                        | 7월                                                        | 8월                                                        | 9월                                                        | 10월                                                       | 11월                                                       | 12월                                                       | 연간                                                       |
| ---------------------------------------------------------- | ---------------------------------------------------------- | ---------------------------------------------------------- | ---------------------------------------------------------- | ---------------------------------------------------------- | ---------------------------------------------------------- | ---------------------------------------------------------- | ---------------------------------------------------------- | ---------------------------------------------------------- | ---------------------------------------------------------- | ---------------------------------------------------------- | ---------------------------------------------------------- | ---------------------------------------------------------- | ---------------------------------------------------------- |
| 역대 최고 기온 °C (°F)                                     | 15.5 (59.9)                                                | 22.9 (73.2)                                                | 26.3 (79.3)                                                | 30.8 (87.4)                                                | 34.6 (94.3)                                                | 35.9 (96.6)                                                | 37.8 (100.0)                                               | 37.1 (98.8)                                                | 34.5 (94.1)                                                | 30.1 (86.2)                                                | 26.7 (80.1)                                                | 19.7 (67.5)                                                | 37.8 (100.0)                                               |
| 일평균 최고 기온 °C (°F)                                   | 5.4 (41.7)                                                 | 8.1 (46.6)                                                 | 13.3 (55.9)                                                | 19.5 (67.1)                                                | 24.5 (76.1)                                                | 27.4 (81.3)                                                | 29.5 (85.1)                                                | 29.9 (85.8)                                                | 25.9 (78.6)                                                | 21.0 (69.8)                                                | 14.3 (57.7)                                                | 7.5 (45.5)                                                 | 18.9 (66.0)                                                |
| 일일 평균 기온 °C (°F)                                     | −1.3 (29.7)                                                | 0.9 (33.6)                                                 | 5.9 (42.6)                                                 | 11.9 (53.4)                                                | 17.1 (62.8)                                                | 21.2 (70.2)                                                | 24.3 (75.7)                                                | 24.4 (75.9)                                                | 19.4 (66.9)                                                | 12.8 (55.0)                                                | 6.5 (43.7)                                                 | 0.5 (32.9)                                                 | 12.0 (53.6)                                                |
| 일평균 최저 기온 °C (°F)                                   | −7.3 (18.9)                                                | −5.5 (22.1)                                                | −1.0 (30.2)                                                | 4.4 (39.9)                                                 | 9.8 (49.6)                                                 | 15.7 (60.3)                                                | 20.3 (68.5)                                                | 20.4 (68.7)                                                | 14.5 (58.1)                                                | 6.4 (43.5)                                                 | 0.1 (32.2)                                                 | −5.4 (22.3)                                                | 6.0 (42.8)                                                 |
| 역대 최저 기온 °C (°F)                                     | −18.9 (−2.0)                                               | −16.8 (1.8)                                                | −12.1 (10.2)                                               | −5.7 (21.7)                                                | −0.3 (31.5)                                                | 4.8 (40.6)                                                 | 10.5 (50.9)                                                | 8.7 (47.7)                                                 | 2.7 (36.9)                                                 | −5.1 (22.8)                                                | −11.0 (12.2)                                               | −15.8 (3.6)                                                | −18.9 (−2.0)                                               |
| 평균 강수량 mm (인치)                                      | 23.7 (0.93)                                                | 34.1 (1.34)                                                | 55.4 (2.18)                                                | 84.8 (3.34)                                                | 88.7 (3.49)                                                | 149.4 (5.88)                                               | 286.2 (11.27)                                              | 285.3 (11.23)                                              | 166.2 (6.54)                                               | 60.8 (2.39)                                                | 37.8 (1.49)                                                | 22.3 (0.88)                                                | 1,294.7 (50.97)                                            |
| 평균 강수일수 (≥ 0.1 mm)                                   | 5.4                                                        | 5.3                                                        | 7.5                                                        | 8.4                                                        | 8.6                                                        | 9.7                                                        | 14.7                                                       | 14.3                                                       | 8.9                                                        | 5.4                                                        | 6.1                                                        | 5.4                                                        | 99.7                                                       |
| 평균 상대 습도 (%)                                         | 62.3                                                       | 59.1                                                       | 58.5                                                       | 58.8                                                       | 64.3                                                       | 71.7                                                       | 79.7                                                       | 80.3                                                       | 78.2                                                       | 73.4                                                       | 69.0                                                       | 64.8                                                       | 68.3                                                       |
| 평균 월간 일조시간                                         | 190.6                                                      | 192.3                                                      | 214.0                                                      | 225.5                                                      | 241.7                                                      | 190.5                                                      | 164.9                                                      | 168.4                                                      | 161.1                                                      | 187.5                                                      | 171.3                                                      | 180.8                                                      | 2,288.6                                                    |
| 출처: 기상청 (평년값: 1991년~2020년, 극값: 1972년~현재)    |                                                            |                                                            |                                                            |                                                            |                                                            |                                                            |                                                            |                                                            |                                                            |                                                            |                                                            |                                                            |                                                            |

## 행정 구역

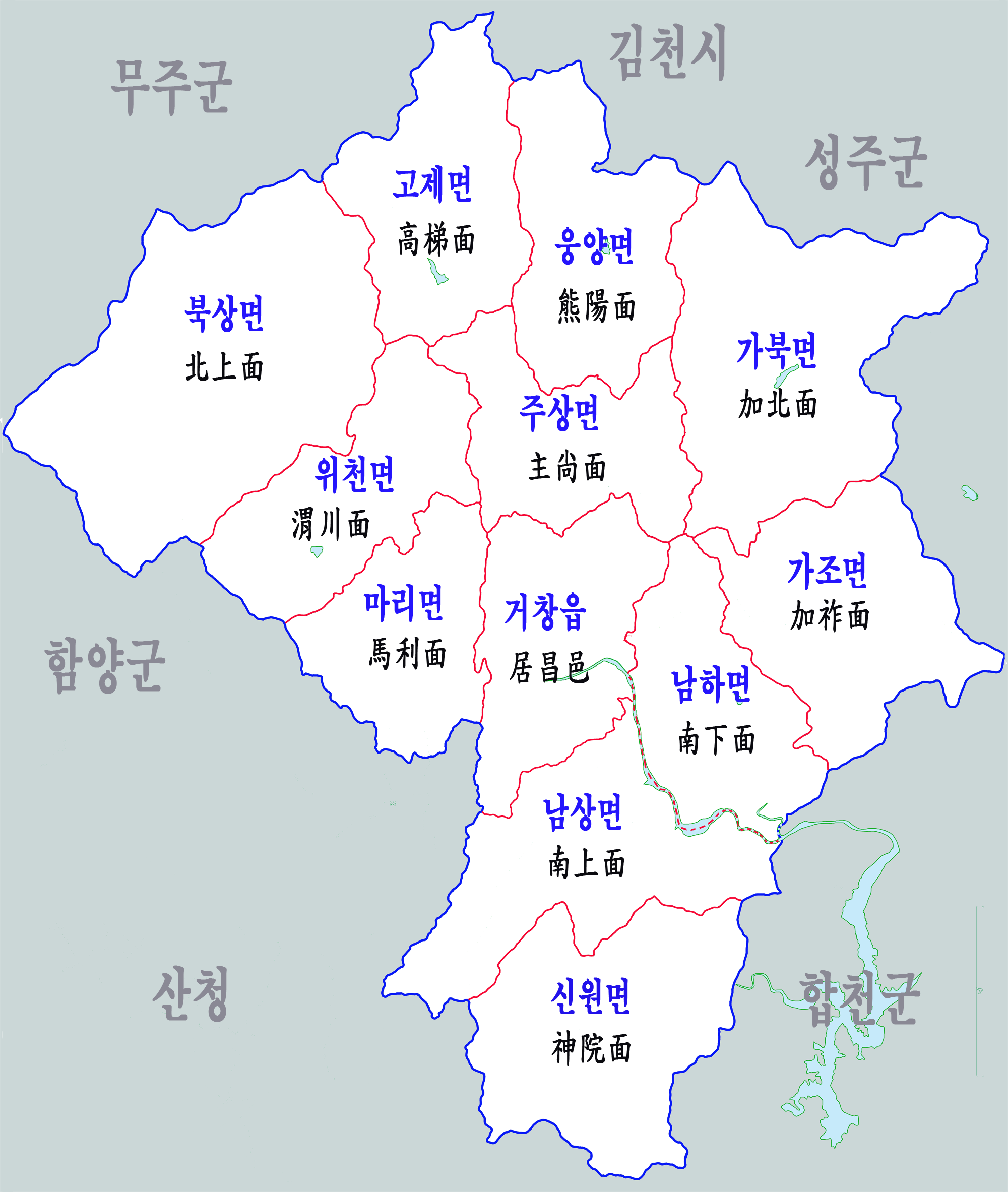

거창군의 행정 구역은 군청 소재지인 거창읍과 11개 면으로 이루어져 있다. 면적은 803.95km2로 경상남도의 7.63%를 차지하며, 인구는 2023년 12월 31일을 기준으로 30,934 세대, 60,047 명이고 그 중 66.2%가 거창읍에 거주한다. 인구 정점은 125,995명으로 지금의 주요 광역시들의 웬만한 원도심자치구들의 인구를 넘기기도 하였다.
| 읍·면  | 한자   | 세대   | 인구   | 면적   |
| ------ | ------ | ------ | ------ | ------ |
| 거창읍 | 居昌邑 | 18,749 | 39,772 | 56.03  |
| 주상면 | 主尙面 | 889    | 1,509  | 50.02  |
| 웅양면 | 熊陽面 | 1,020  | 1,798  | 58.51  |
| 고제면 | 高梯面 | 836    | 1,374  | 58.46  |
| 북상면 | 北上面 | 943    | 1,505  | 125.31 |
| 위천면 | 渭川面 | 1,144  | 1,968  | 54.43  |
| 마리면 | 馬利面 | 1,175  | 1,952  | 46.6   |
| 남상면 | 南上面 | 1,378  | 2,314  | 68.51  |
| 남하면 | 南下面 | 864    | 1,420  | 49.79  |
| 신원면 | 神院面 | 939    | 1,528  | 73.76  |
| 가조면 | 加祚面 | 2,129  | 3,556  | 66.16  |
| 가북면 | 加北面 | 868    | 1,351  | 96.37  |
| 거창군 | 居昌郡 | 30,934 | 60,047 | 803.95 |

## 군청
- 현재 거창군청은 경상남도 거창군 거창읍에 위치하고 있다.

## 농업

### 특산물
- 거창사과 : 기온의 일교차가 커 색깔이 좋고, 당도가 높다. 사질양토에서 재배되어 육질이 좋고 과즙이 많다. 유기물 사용량이 많아 당도가 높고 향기가 좋다.

- 거창포도 : 풍부한 일조량과 사질토에서 재배되어 품질이 우수하고 당분, 산, 펙틴이 풍부하여 건강에 매우 좋다.

- 거창딸기 : 색갈이 좋고 당도가 높다. 맛과 향이 뛰어나고 과육이 단단하여 저장성이 높다. 신선딸기 그대로 일본으로 수출된다.

- 거창오미자 : 맑은 공기와 깨끗한 물 청정한토양인 산간 고랭지에서 친환경 재배기술로 생산하여 품질과 약성이 우수한 거창오미자는 맛과 향이 좋다.

- 거창버섯 : 거창버섯은 천혜의 자연조건에서 자라서 자연이 인간에게 주는 최고의 선물이다. 자연을 중요시하는 거창 산골에서 재배한 무공해 버섯이다.

- 거창애우 : 남덕유산의 청정한 산야에서 널리 자생하는 쑥을 먹인 한우로 육질이 부드럽고 고소한 맛을 내는 올레인산이 많아 다른 지역 한우와 차별화된다.

- 거창애도니 : 거창의 맑은 공기, 맑은 물을 먹고 야생 쑥을 급여 생산되는 애도니는 육질이 매우 좋으며 철저한 유통관리로 신선도가 뛰어나다.

## 상업
거창군의 상업은 각 읍면 소재지의 중심가와 시장 등을 중심으로 이루어지고 있다.

### 중심가
- 중앙로 일부 (로터리 ~ 중앙사거리)

각종 브랜드 매장, 영화관 등의 상업시설이 있다. 거창상설시장과 직접적으로 연결되어있다.
- 아림로 일부 (로터리 ~ 거창교 북단 사거리)

음식점, 주점 등의 상업시설이 있다. 공공디자인 개선 시범사업의 일환으로 사과 등 특산물을 주제로 한 테마거리 조성 사업이 진행 중이다.

### 시장
거창의 시장은 크게 상설시장 1개소와 재래시장(5일장) 3개소로 구성된다. 시장은 각 지역과 인근 지역의 중심상권 역할을 해왔으나 건물 노후화와 고객 편의시설 미흡, 그리고 중소할인마트의 개점으로 인해 상권이 위축되고 있다. 이에 시설 보완과 거창시장사랑 상품권 발행, 각종 행사 등을 통해 시장 활성화에 노력하고 있다.
- 거창시장

거창군 내 유일한 상설시장이나 기존 5일장 성격이 남아있어 1, 6일에 가장 크게 열리고 2, 7일에는 장이 열리지 않는다. 1981년 사단법인 시장번영회로 민영화되었다. 365여개의 점포가 있으며 아케이드 설치로 전천후 쇼핑이 가능하다. 시장 활성화를 위해 화장실 리모델링, 주차장 설치 등 환경개선사업을 실시하였다.
- 가조시장 (장날 : 4, 9일)

가조면, 가북면 일대의 중심 시장으로, 1996년 재건축 이후 28개 점포가 있으며 반상설시장화 형태로 운영되고 있다. 농림수산식품부에서 시행하는 거점면 소재지 및 농촌마을 종합 개발사업에 최종 선정되어 전통 한옥형태의 재래식 '우륵 주말장터'를 조성할 계획이다.
- 위천시장 (장날 : 2, 7일)

위천면, 북상면 일대의 중심 시장이다. 현재는 거창상설시장으로 상권이 흡수되는 추세이다.
- 신원시장 (장날 : 2, 7일)

신원면, 산청군 차황면 일대의 중심 시장이다.

### 특산물 쇼핑몰
현재, 거창지역정보센터는 사이버 쇼핑몰(Cyber Shopping Mall) 거창사이버농장(GCFarm) 을 운영하여 경상남도 추천상품(QC)및 거창지역내에서 생산되는 농, 축, 특산품과 공산품을 복잡한 중간 유통단계 없이 생산자와 소비자를 직접 연결하는 직거래 온라인 장터를 운영중이다.

### 대형마트
롯데마트, 홈플러스, 이마트 등의 대형마트가 없는 거창군에서는 중형 할인마트의 비중이 높다. 2000년 경 개업한 킹스할인마트를 시작으로 10개 내외의 할인마트가 영업중이며 각 면단위 규모의 할인마트를 포함하면 훨씬 많다. 최근, 롯데마트 거창군 입점을 사이로 여러 갈등이 있었으나 자진 철회로 끝났다. 시장이 열리는 날이면 거창군 내의 중형 할인마트들은 자진 휴무한다.

## 공업

### 거창일반산업단지
| 단지명           | 소재지                  | 조성면적 (m²) | 개발기간        |
| ---------------- | ----------------------- | ------------- | --------------- |
| 거창일반산업단지 | 남상면 대산리 282-1번지 | 745,433       | 2007.07~2012.12 |

### 농공단지
| 단지명                     | 소재지                 | 조성면적 (m²) | 입주업체현황 (개)     | 권장업종          |
| -------------------------- | ---------------------- | ------------- | --------------------- | ----------------- |
| 정장농공단지               | 거창읍 정장리 100번지  | 52,139        | 10                    | 금속, 섬유, 기타  |
| 당산농공단지               | 위천면 당산리 207번지  | 102,870       | 10                    | 식품제조 등       |
| 남산농공단지               | 위천면 남산리 105번지  | 154,461       | 18                    | 석재가공          |
| 석강농공단지               | 가조면 석강리 1397번지 | 152,245       | 10                    | 식품, 철강        |
| 서울우유 거창공장 농공단지 | 거창읍 정장리 500번지  | 92,612        | 1 (서울우유 거창공장) | 식품제조 (유제품) |

## 문화

### 박물관 · 미술관 · 전시관 등
- 거창박물관 : 거창군의 역사, 유물 등을 관람할 수 있는 곳이다. 거창문화센터 주변에 위치.

### 영화관 · 공연 시설 등
- 거창교육문화예술회관 : 연극, 뮤지컬, 합창단 공연 등 여러 문화를 접할 수 있는 곳이다. 그리고 롯데시네마 거창이 있다.

### 도서관
- 거창도서관 : 거창군에서 가장 오래된 도서관. 거창초등학교 주변에 위치.
- 거창군립한마음도서관 : 2006년에 개관된 군립도서관. 거창책읽는공원과 거창아림초등학교 주변에 위치.

### 스포츠 시설
- 거창스포츠파크 : 거창종합운동장과 국궁장, 인라인스케이트장, 보조축구장, 배드민턴장 등이 위치
- 거창국민체육센터 : 수영장과 탁구장이 위치한다. 2층 건물

### 축제
- 거창국제연극제 (KIFT : Keochang International Festival of Theatre)

매 년 7~8월 경에 '자연, 인간, 연극'을 주제로 열리는 국제연극제이다. 국내외 초청작, 기획공연작, 경연참가작 등 50여개 공연과 각종 퍼포먼스가 거창읍 일원과 위천면 수승대 일원에서 열린다. 건축물에 구애받지 않고 돌담, 서원 등 노천에서 진행되는 것이 특징이다. 특히 자연하천에 입수한 상태로 즐길 수 있는 수상공연이 큰 호응을 얻고 있다. 이 기간에는 연극 아카데미, 초청강연 등 연극발전에 관한 프로그램이 함께 진행된다.
-현재 상표권매입분쟁으로 19년도 개최 불가
- 아림예술제

매 년 9월 경에 열리는 축제로 전통문화를 바탕으로 한 향토문화예술 축제이다. 문학, 미술 등 11개 분과로 경연대회, 전시회, 공모전 등 문화 중심의 다양한 행사가 진행된다. 특히 위천천 주변에서 운영되는 야시장이 인기가 좋다.
- 평화인권예술제

평화인권예술제는 한국전쟁전후 민간인 희생사건 유족들의 올바른 활동지원과 통일을 앞당기고 평화와 인권을 존중하는 사회를 구현하기 위하여 2000. 9. 18일 유족회.문화예술계.시민.종교계 등 15개 단체가 뜻을 같이하여 설립하였으며 양민학살사건의 진상규명 및 재발방지를 위한 학술제 문예활동등의 다채로운 방식으로 진행된다.
- 거창예총제

매년 5월 가정의 달에 정통 예술단체인 한국예총 거창지부가 펼치는 "예술한마당 축제" 인 「거창예총제」는 회원들의 순수창작 발표 종합축제 장으로서 예술문화창달에 기여하고 나아가 미래지향적인 문화예술 추구의 선도적인 활동으로 삶의 질과 문화의식을 향상시키는 목적을 둔다.

## 교통

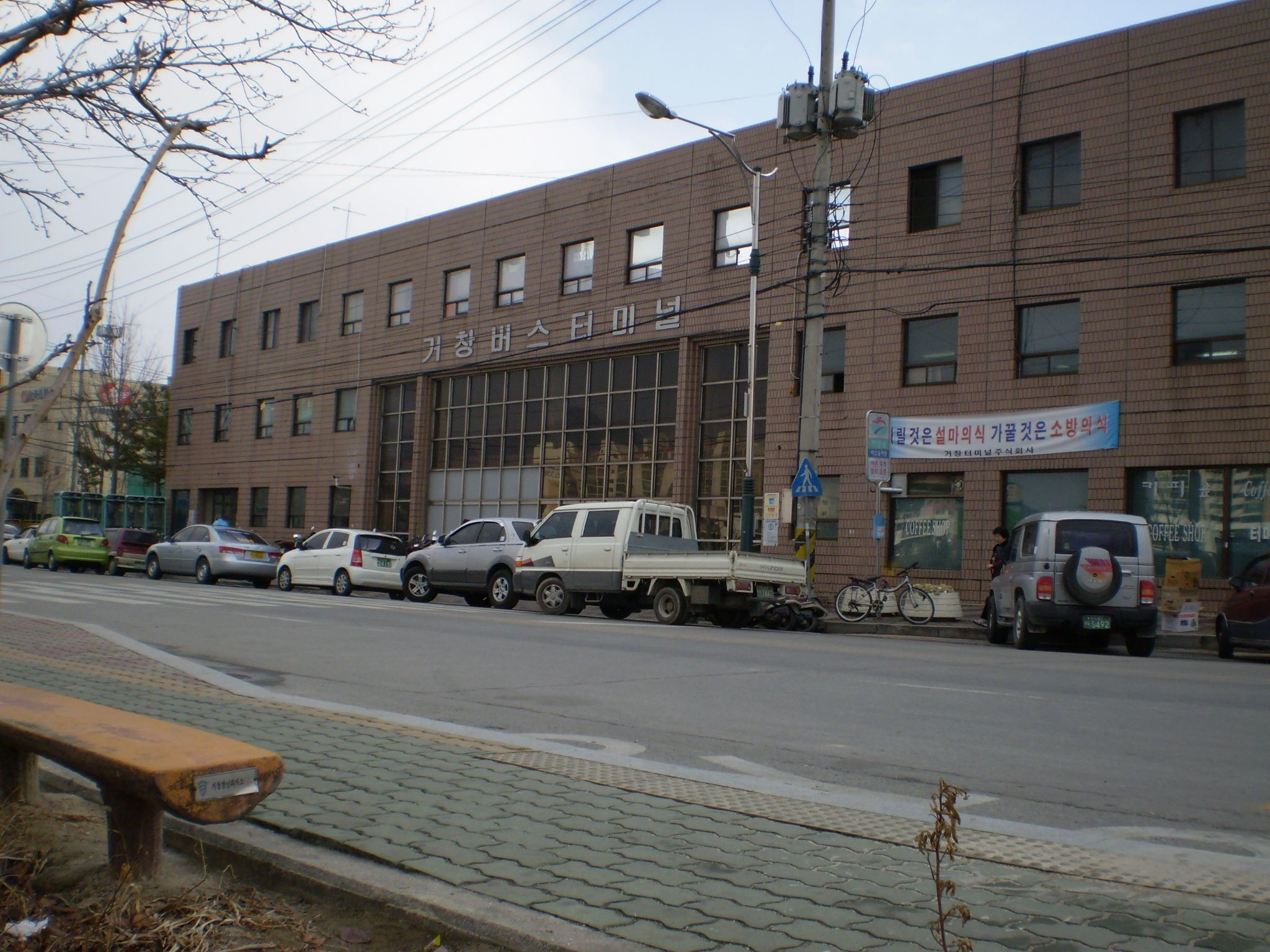
거창시외버스 터미널

### 도로
- 고속도로 : 광주대구고속도로가 거창군 중심을 관통하며 나들목으로는 거창 나들목, 가조 나들목이 있다. 급커브 구간이 굉장히 많고 고개의 구배가 심하며 중앙분리대가 없어 사고 사망율이 높은 편이며, 관련 지자체의 꾸준한 요구에 왕복 4차로 확장, 직선화가 2015년까지 진행되었다. 또한 2017년 하반기 착공예정인 함양울산고속도로가 통과하는 신원면 일대에 남거창 나들목을 설치 예정이다.
- 국도 : 국도 제3호선, 국도 제24호선, 국도 제26호선, 국도 제37호선, 국도 제59호선,
- 지방도 : 지방도 제1001호선, 지방도 제1084호선, 지방도 제1089호선, 지방도 제1099호선

### 시외버스
모든 노선은 거창시외버스터미널을 기종점으로 한다. 서울, 부산 등 주요 대도시와 진주, 전주 등 인근 중소도시를 연결하는 노선이 운행중이다.
- 서울, 대구행 버스는 배차간격이 좁아 편리한데 반해, 진주나 김천, 부산을 가는 노선은 경유지가 많아 시간이 많이 걸리는 편이다.
- 각 버스는 배차에 따라 직·완행, 고속도로/국도 편성이 상이하므로 사전에 확인하여야 한다.

### 철도
거창군을 경유하는 철도 노선은 없으며 인근 김천역, 대구역, 동대구역, 진주역 이용시 시외버스를 이용하여야 한다. 현재 중부내륙선 건설 계획에 거창 경유를 요구 중이다. 거창군과 가장 가까운 철도역은 김천구미역이다. 문재인 정부에 들어서 대구와 광주를 잇는 달빛철도를 추진중인데 사업이 착공되면 추후 거창을 경유하는 철도노선이 생기게 된다.

### 시내교통
거창군의 시내교통은 시내버스, 농어촌버스, 택시 등으로 이루어지며 거창읍 내에서는 택시의 비중이, 각 면단위에서는 농어촌버스의 비중이 상대적으로 큰 편이다. 농어촌버스(시내버스 포함) 업체는 서흥여객 한 곳뿐이며, 1일 214회 운행한다. 농어촌버스의 기점은 시내버스터미널이며 향후 시외버스터미널과의 통합과 거창초등학교 인근 버스환승센터 설치 등이 계획되어 있다. 2017년 7월부터 전구간 운임이 1000원으로 조정되었다.

#### 시내버스
1번, 3번 2개 노선이 20분 간격으로 운행중이며 모든 버스는 서경병원을 종점으로 한다.

#### 농어촌버스
주 운행 지역은 거창군 이내이지만 함양군 안의면, 합천군 합천읍까지 운행하는 노선도 있다. 거창읍과 각 면을 연결하며 가조선, 위천선 등 16개 노선이 운행중이다. 거창읍의 기점은 서흥여객터미널이며 동일 노선 내에서도 배차마다 종점이 상이하므로 사전에 확인하여야 한다.

## 교육

### 교육 기관
- 국공립전문대학

|  | - 한국승강기대학 | - 경남도립거창대학 |

- 고등학교

|  | - 거창고등학교 - 거창대성고등학교 | - 대성일고등학교 - 거창중앙고등학교 | - 아림고등학교 - 거창여자고등학교 | - 거창공업고등학교 |

- 중학교

|  | - 거창중학교 - 거창중학교 고제분교 | - 거창대성중학교 - 거창여자중학교 | - 혜성여자중학교 - 거창샛별중학교 | - 거창위천중학교 - 마리중학교 | - 가조중학교 - 신원중학교 | - 웅양중학교 |

- 초등학교

|  | - 거창초등학교 - 아림초등학교 - 창동초등학교 - 창남초등학교 | - 샛별초등학교 - 거창월천초등학교 - 고제초등학교 - 웅양초등학교 | - 주상초등학교 - 북상초등학교 - 위천초등학교 - 마리초등학교 | - 남상초등학교 - 신원초등학교 - 남하초등학교 - 가조초등학교 | - 가북초등학교 |

|특수학교=
- 거창나래학교

## 언론
- 신문 : 거창신문, 거창군민신문, 아림신문, 서경신문, 거창신보, 거창중앙신문, 거창한뉴스, 한들신문, 경남열린신문, 서부경남신문
- 방송 : 거창인터넷방송

## 자매 도시
- 대한민국 전라남도 곡성군 (1998년 10월 9일)
- 대한민국 서울특별시 강동구 (1999년 11월 11일)
- 중국 장쑤성(강소성, 江苏省) 가오유시 (2005년 10월 15일)
- 대한민국 부산광역시 영도구 (2006년 11월 28일)
- 대한민국 대구광역시 수성구 (2006년 11월 28일)
- 미국 워싱턴주 시애틀 (2006년 12월 15일)
- 대한민국 서울특별시 서초구 (2007년 7월 26일)
- 필리핀 카르모나 (2008년 9월 4일)

## 같이 보기
- 거창 양민 학살 사건